# Wu Xiaoyan
Wu Xiaoyan (1954-23 de septiembre de 1976) fue víctima de la Revolución Cultural. Los padres adoptivos de Wu, Wu Han y Yuan Zhen (zh), murieron por separado bajo la persecución en 1969, dejándola con su hermano menor, Wu Zhang. El estado mental de Wu se deterioró a principios de la década de 1970. Fue encarcelada en 1975 y se suicidó con veneno en 1976.

## Biografía

### Primeros años de vida (1954-1968)
Wu Xiaoyan nació en 1954. Fue adoptada por Wu Han y  Yuan Zhen (zh) debido a la infertilidad de Yuan. Kang Keqing ayudó con el proceso de adopción. Más tarde, Wu y Yuan adoptaron a un niño en 1958 y lo llamaron Wu Zhang (en chino: 吴彰).
El 11 de noviembre de 1965, Yao Wenyuan publicó un artículo «Sobre la nueva ópera histórica de Beijing, 'La destitución de Hai Rui'» en Wenhui Bao, atacando la obra de ópera de Wu Han. Desde el 16 de mayo de 1966, Wu Han comenzó a ser sometido a sesiones de lucha. En marzo de 1968, Wu Han fue encarcelado. Un mes después, en abril, Yuan Zhen también fue detenido en una «clase educativa» (en chino: 学习班), dejando a Wu Xiaoyan, de 14 años, con su hermano de 10 años. Durante la detención de Yuan, Wu Xiaoyan viajó decenas de kilómetros chinos en bicicleta todos los días para visitar a su madre adoptiva.

### Muerte de padres adoptivos (1969)
El 17 de marzo de 1969, Yuan fue liberada, pero se enfermó más tarde esa noche. Wu Xiaoyan y su hermano llevaron a Yuan al hospital, pero el hospital primero negó su atención porque Yuan era la esposa de Wu Han. Aunque el hospital finalmente accedió a realizar la atención de emergencia, Yuan murió a la mañana siguiente. Debido a la muerte de su madre adoptiva, Wu Xiaoyan comenzó a desarrollar alucinaciones. El padre adoptivo de Wu, Wu Han, murió el 10 de octubre del mismo año. Wu Xiaoyan y su hermano fueron llevados al hospital. No vieron el cadáver de su padre adoptivo, pero les dieron unos pantalones ensangrentados y varios cigarrillos, que eran las únicas pertenencias personales de Wu Han.
Los restos de Wu Han se perdieron y solo las cenizas de Yuan Zhen se entregaron a la familia Wu. En noviembre de 1969, Wu Xiaoyan tomó las cenizas de su madre adoptiva y fue a Badachu en las colinas occidentales de Beijing con su hermano y otros dos amigos. Enterraron las cenizas de Yuan en la ladera de la colina, debajo de una roca con el carácter «Fo» (en chino: 佛, lit. 'Buda') grabado en él.

### Últimos años (1973-1976)
Wan Li arregló un trabajo para Wu Xiaoyan y ella mantuvo a su hermano con su salario. Sin embargo, en 1973, Wu enfermó mentalmente. Ella afirmaría ver a su padre muerto en el periódico. Luego visitó el Comité Revolucionario de Beijing (zh) muchas veces, buscando los restos, los libros personales y el veredicto de su padre. Pronto fue detenida bajo el cargo de «perturbar el orden social». Durante su detención, fue humillada y golpeada. Eventualmente, desarrolló un trastorno mental y fue enviada a un hospital psiquiátrico.
En el otoño de 1975, durante el «contraataque a la tendencia de inversión de veredictos de los desviacionistas a la derecha», Wu fue encarcelada porque habló sobre la Banda de los Cuatro con sus amigos. Desarrolló apendicitis, pero se le negó la cirugía. En cambio, se sometió a una confesión forzada y perdió sus dientes incisivos. Finalmente, fue ingresada nuevamente en un hospital psiquiátrico.
En sus últimos días, Wu le dijo a su hermano que se suicidaría cuando él fuera adulto. El 23 de septiembre de 1976, el día que su hermano cumplió dieciocho años, Wu se suicidó con veneno en un hospital psiquiátrico. Su muerte fue trece días antes de la disolución de la Banda de los Cuatro.

## Legado
A fines de la década de 1970, Li Zhilin, exnovio de Wu, escribió Memorias de Wu Xiaoyan.

### Citas
1. 1 2 3 4  Ou, 2020.
2. 1 2  Wu, 2016, p. 73.
3. 1 2 3  Song, 1993, p. 35.
4. ↑  Song, 1993, p. 28.
5. 1 2 3  Song, 1993, p. 36.
6. ↑  Wu, 2016, p. 75.
7. 1 2 3 4 5 6 7 8  Wu, 2016, p. 76.
8. 1 2 3  Wang, 2023, p. 821.
9. ↑  Song, 1993, p. 34.
10. ↑  Lu, 2019, p. 107.

### Periódicos
- Ou, Wenhai (24 de noviembre de 2020). «像吳小彥這樣的女孩» [Chicas como Wu Xiaoyan]. Ming Pao (en chino) (Hong Kong).

### Artículos periodísticos
- Song, Yan (1993). «史学家吴晗的历史悲剧» [La tragedia del historiador Wu Han]. Yanhuang Chunqiu (en chino) (1): 28-36.
- Wu, Cui (2016). «吴晗一家的命运» [El destino de la familia de Wu Han]. Yanhuang Chunqiu (en chino) (6): 73-76.

### Libros
- Lu, Shuangqin (2019). «琥珀中的年月» [Años en ámbar].  En Bei Dao; Li Tuo, eds. 七十年代 [Los setenta]. Oxford. pp. 89-108. ISBN 9780190140793.
- Wang, Youqin (2023). Victims of the Cultural Revolution: Testimonies of China's Tragedy (Stacy Mosher, trad.) (en inglés). Oneworld Academic. ISBN 978-0861542239.

- Datos: Q10918778